# Горње блатештичко језеро
Горње блатештичко језеро је глацијално језеро на Шар-планини у Србији. Смештено је у Блатешичком цирку на надморској висини од 2.215 метара, а од Доњег блатештичког језера удаљено је 180 метара. Налази се на око шест километара југоисточно од Штрпца. Дужина језера је 50 метара, а ширина око 23 метра, са дубином од једног метра. Обим износи 140 метара
Занимљиво је да у њему локално становништво купа овце. Језеро прима воду од две притоке и од неколико снежаника, збвог чега је вода изузетно бистра.